# 669 Kypria
Kypria è un asteroide della fascia principale del diametro medio di circa 31,75 km. Scoperto nel 1908, presenta un'orbita caratterizzata da un semiasse maggiore pari a 3,0108052 UA e da un'eccentricità di 0,0818391, inclinata di 10,78098° rispetto all'eclittica.
Stanti i suoi parametri orbitali, è considerato un membro della famiglia Eos di asteroidi.
Il suo nome fa riferimento ai Cypria, una serie di componimenti epici seguiti cronologicamente dall'Iliade.